# I Believe (canción de Ayaka)
«I believe» es el primer sencillo de Ayaka. Fue usado como el tema del dorama TBS y alcanzó el #3 en Oricon. Ha vendido más de 220 000 copias.

## Lista de canciones
1. «I believe»
2. «Yume no Kakera» (夢のカケラ)
3. «I believe» (Inst.)

- Datos: Q1066911